# 2010 FIFAワールドカップ

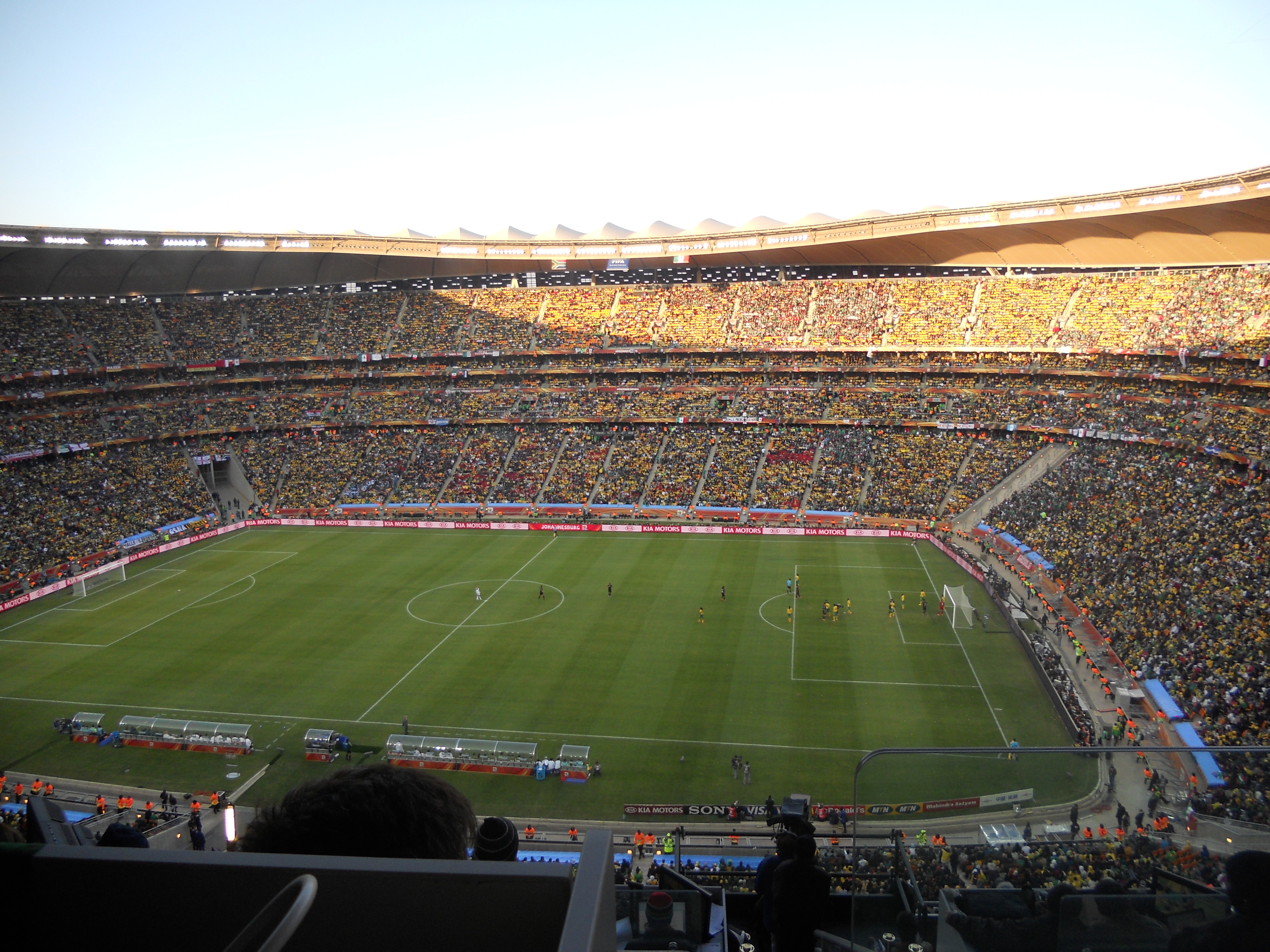
2010 FIFAワールドカップ開幕戦 6月11日、グループA 南アフリカ対メキシコ

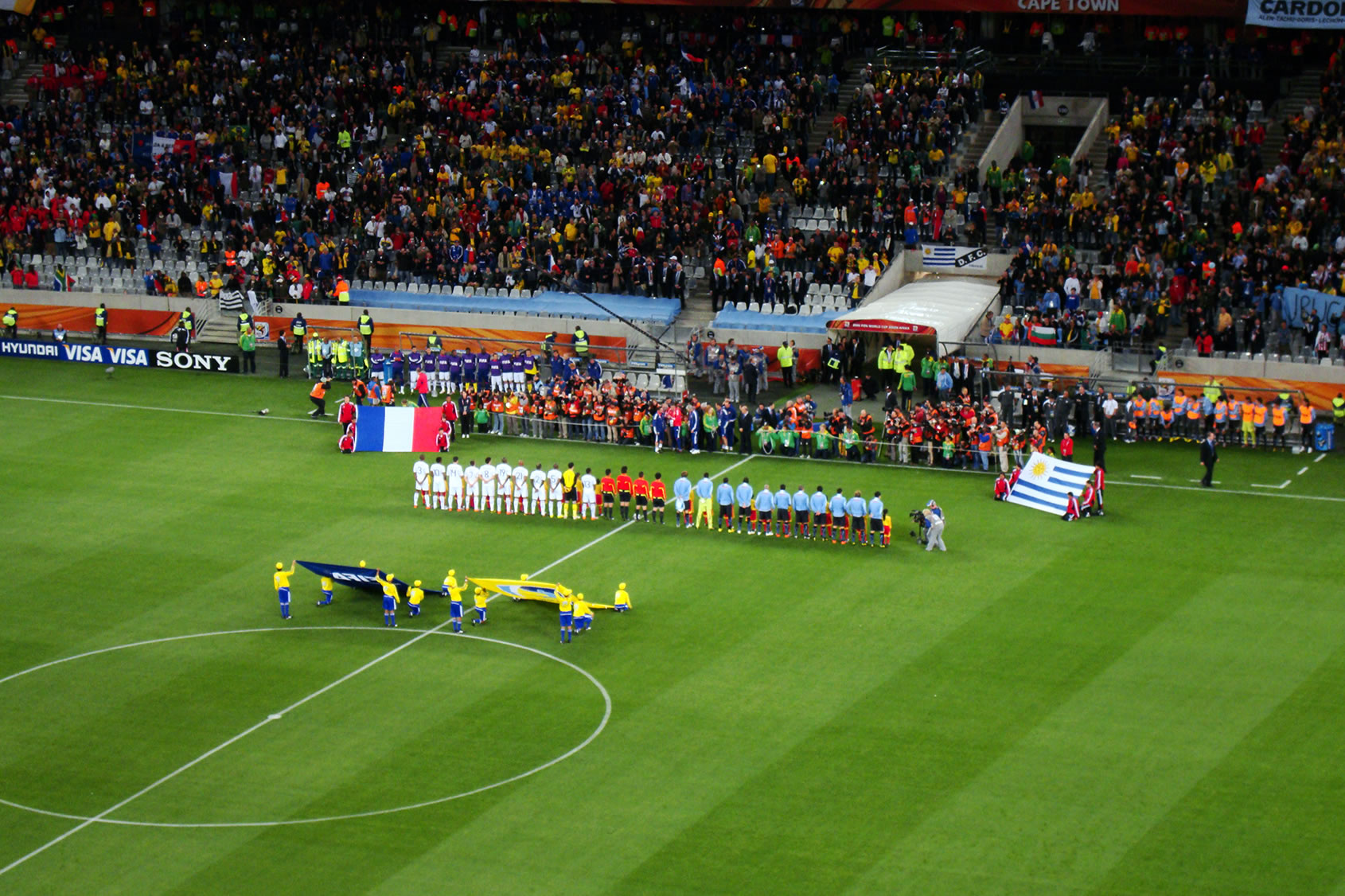
6月11日、グループA ウルグアイ対フランス

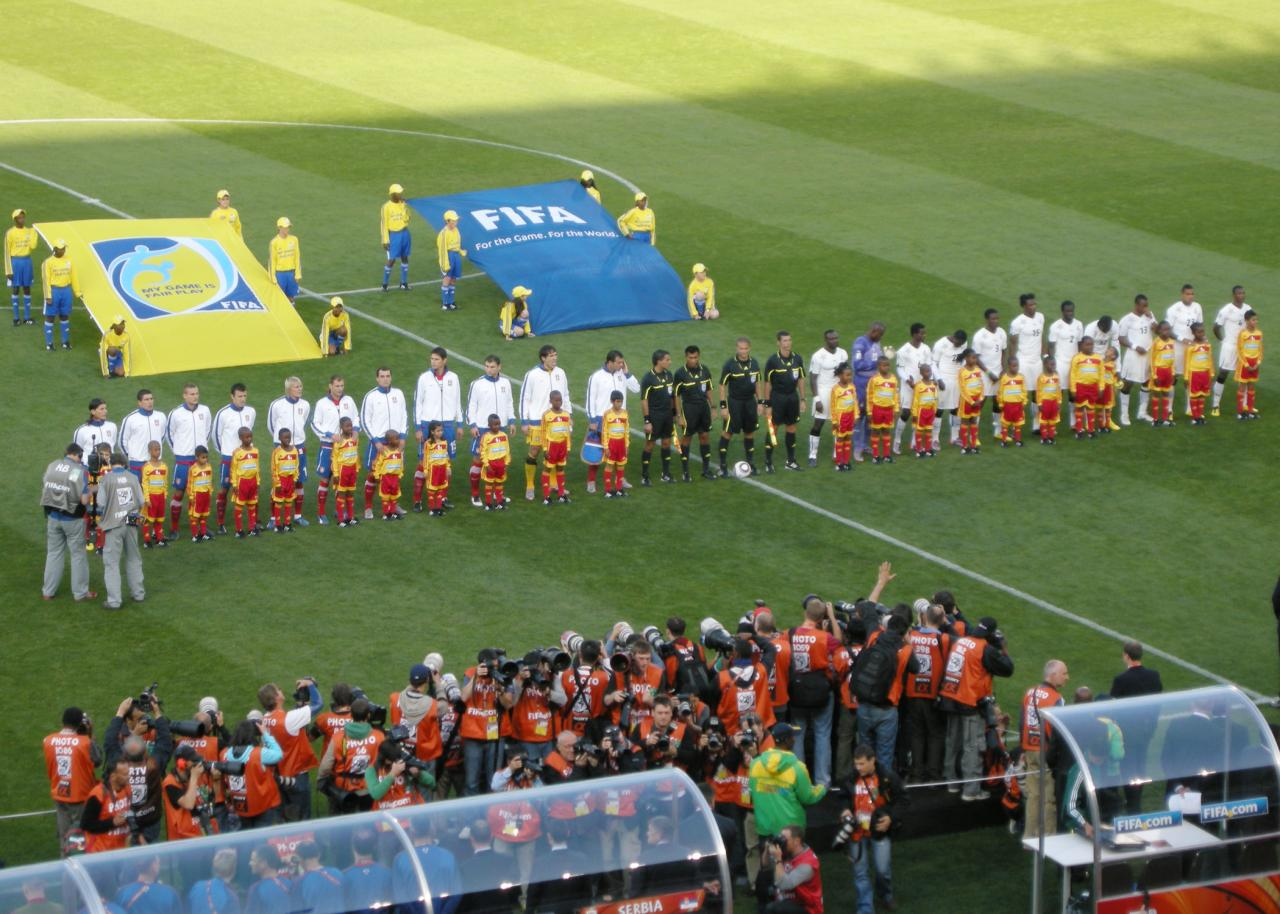
6月13日、グループD セルビア対ガーナ

2010 FIFAワールドカップ（英: 2010 FIFA World Cup）は、2010年6月11日から7月11日にかけて、南アフリカで開催された第19回目のFIFAワールドカップである。決勝戦はスペイン代表とオランダ代表の顔合わせとなったが、スペイン代表がアンドレス・イニエスタの決勝点でオランダ代表を1-0と下し初優勝を果たした。大会最優秀選手はウルグアイ代表のディエゴ・フォルランが、得点王はドイツ代表のトーマス・ミュラーが受賞した。

## 開催国選定の経緯
現FIFA会長のゼップ・ブラッターは1998年のFIFA会長選挙で当時UEFA会長だったレナート・ヨハンソンに競り勝って当選を果たした。勝敗を決めたのは、アフリカにおけるワールドカップ開催の見返りのアフリカ票だった。2006年のワールドカップの欧州開催が決まった後、ブラッターはアフリカでワールドカップを開催するために、「ワールドカップ持ち回りシステム（ローテーションシステム）」を提案、理事会にかけてFIFAの正式な方針とした。
そのため、2010年大会は2つのワールドカップ未開催大陸連盟の内の1つであるアフリカで、そして2014年大会は1978年アルゼンチン大会以来開催のない南米で行うことが決まった。
上記の経緯でアフリカでワールドカップを開催することが事前に決定していた。この枠組みの中で南アフリカのほかにエジプト、リビア、モロッコ、チュニジアが立候補した。
投票前日の2004年5月14日に、リビアとの共同開催を予定していたチュニジアが辞退したため、南アフリカ、エジプト、モロッコの3カ国に絞られた。翌15日、チューリッヒで行われたFIFA理事会での決選投票の結果、14票を獲得した南アフリカに決まった（他モロッコ10票、エジプト0票）。南半球での開催は1978年のアルゼンチン大会以来32年ぶりとなる。
なお、ワールドカップ持ち回りシステムは2007年10月29日のFIFA理事会で破棄され、2018年以降の大会については「オープンビッド（自由立候補）」となり、直近2大会を開催した大陸以外の全地域からの立候補を認めることが決定された。これについて、ブラッターは「持ち回りシステムの採用は、これまで開催がなかったアフリカ、そして78年以来30年以上もワールドカップを開催していない南米にもっていくための方便だった」と説明している。

## 予選
アフリカ予選がアフリカネイションズカップ2010（アンゴラで開催）の予選も兼ねていた関係で、本大会開催国である南アフリカも参加（ただし、成績にかかわらずワールドカップ本大会には出場）。

## 出場国
初出場はスロバキアのみで、過去のワールドカップの優勝国であるウルグアイ、イタリア、ドイツ、ブラジル、イングランド、アルゼンチン、フランスの7ヶ国はすべて出場することとなった。
出場選手は2010 FIFAワールドカップ参加チームを参照。
| 大陸連盟 | 出場 枠数 | 予選     | 組 予選順位 | 組 予選順位 | 出場国・地域           | 出場決定日     | 出場回数         | 備考  |
| -------- | --------- | -------- | ----------- | ----------- | ---------------------- | -------------- | ---------------- | ----- |
| CAF      | 1+5       | 開催国   | 開催国      | 開催国      | 南アフリカ共和国       | 2004年5月15日  | 2大会ぶり3回目   |       |
| CAF      | 1+5       | 最終予選 | A組         | 1位         | カメルーン             | 2009年11月14日 | 2大会ぶり6回目   |       |
| CAF      | 1+5       | 最終予選 | B組         | 1位         | ナイジェリア           | 2009年11月14日 | 2大会ぶり4回目   |       |
| CAF      | 1+5       | 最終予選 | C組         | 1位         | アルジェリア           | 2009年11月18日 | 6大会ぶり3回目   | [ 5 ] |
| CAF      | 1+5       | 最終予選 | D組         | 1位         | ガーナ                 | 2009年9月6日   | 2大会連続2回目   |       |
| CAF      | 1+5       | 最終予選 | E組         | 1位         | コートジボワール       | 2009年10月10日 | 2大会連続2回目   |       |
| UEFA     | 13        | 欧州予選 | 1組         | 1位         | デンマーク             | 2009年10月10日 | 2大会ぶり4回目   |       |
| UEFA     | 13        | 欧州予選 | 1組         | 2位         | ポルトガル             | 2009年11月18日 | 3大会連続5回目   | ☆     |
| UEFA     | 13        | 欧州予選 | 2組         | 1位         | スイス                 | 2009年10月14日 | 2大会連続9回目   |       |
| UEFA     | 13        | 欧州予選 | 2組         | 2位         | ギリシャ               | 2009年11月18日 | 4大会ぶり2回目   | ☆     |
| UEFA     | 13        | 欧州予選 | 3組         | 1位         | スロバキア             | 2009年10月14日 | 初出場           |       |
| UEFA     | 13        | 欧州予選 | 3組         | 2位         | スロベニア             | 2009年11月18日 | 2大会ぶり2回目   | ☆     |
| UEFA     | 13        | 欧州予選 | 4組         | 1位         | ドイツ                 | 2009年10月10日 | 15大会連続17回目 |       |
| UEFA     | 13        | 欧州予選 | 5組         | 1位         | スペイン               | 2009年9月9日   | 9大会連続13回目  |       |
| UEFA     | 13        | 欧州予選 | 6組         | 1位         | イングランド           | 2009年9月9日   | 4大会連続13回目  |       |
| UEFA     | 13        | 欧州予選 | 7組         | 1位         | セルビア               | 2009年10月10日 | 2大会連続11回目  |       |
| UEFA     | 13        | 欧州予選 | 7組         | 2位         | フランス               | 2009年11月18日 | 4大会連続13回目  | ☆     |
| UEFA     | 13        | 欧州予選 | 8組         | 1位         | イタリア               | 2009年10月10日 | 13大会連続17回目 |       |
| UEFA     | 13        | 欧州予選 | 9組         | 1位         | オランダ               | 2009年6月6日   | 2大会連続9回目   |       |
| CONMEBOL | 4.5       | 南米予選 | 1位         | 1位         | ブラジル               | 2009年9月5日   | 19大会連続19回目 |       |
| CONMEBOL | 4.5       | 南米予選 | 2位         | 2位         | チリ                   | 2009年10月10日 | 3大会ぶり8回目   |       |
| CONMEBOL | 4.5       | 南米予選 | 3位         | 3位         | パラグアイ             | 2009年9月9日   | 4大会連続8回目   |       |
| CONMEBOL | 4.5       | 南米予選 | 4位         | 4位         | アルゼンチン           | 2009年10月14日 | 10大会連続15回目 |       |
| CONMEBOL | 4.5       | 南米予選 | 5位         | 5位         | ウルグアイ             | 2009年11月18日 | 2大会ぶり11回目  | ○     |
| CONCACAF | 3.5       | 最終予選 | 1位         | 1位         | アメリカ合衆国         | 2009年10月10日 | 6大会連続9回目   |       |
| CONCACAF | 3.5       | 最終予選 | 2位         | 2位         | メキシコ               | 2009年10月10日 | 5大会連続14回目  |       |
| CONCACAF | 3.5       | 最終予選 | 3位         | 3位         | ホンジュラス           | 2009年10月14日 | 7大会ぶり2回目   |       |
| AFC      | 4.5       | 最終予選 | A組         | 1位         | オーストラリア         | 2009年6月6日   | 2大会連続3回目   |       |
| AFC      | 4.5       | 最終予選 | A組         | 2位         | 日本                   | 2009年6月6日   | 4大会連続4回目   |       |
| AFC      | 4.5       | 最終予選 | B組         | 1位         | 韓国                   | 2009年6月6日   | 7大会連続8回目   |       |
| AFC      | 4.5       | 最終予選 | B組         | 2位         | 朝鮮民主主義人民共和国 | 2009年6月17日  | 11大会ぶり2回目  |       |
| OFC      | 0.5       | 2次予選  | 1位         | 1位         | ニュージーランド       | 2009年11月14日 | 7大会ぶり2回目   | ○     |

- 備考欄の「☆」は欧州予選プレーオフ、「○」は大陸間プレーオフに勝利の上、出場が決定した国。

## 本大会

### 概要

#### 波乱続きの大会
史上初のアフリカ大陸開催となったこの大会では、強豪国が新興国相手に苦戦したり、これまで言われてきたジンクスが破られる事態が次々と起こり、全体を通して波乱続きの大会となった。
有名だったジンクスとしては、「欧州以外で開催される大会は全て南米勢が優勝し、欧州勢は優勝できない」が挙げられる。南米で開催された1930年の第1回大会（ウルグアイ）以降、80年間破られなかったこのジンクスは、7月6日にオランダがウルグアイに勝ち、南米勢が全滅したことで破られることが確定し、最終的にスペインが初優勝を果たした。
また、スペインはグループリーグ初戦でスイスに敗れたにもかかわらず優勝したため、「グループリーグ初戦に負けたチームは優勝できない」というジンクスも破られた。
さらに、本大会に至るまで、「開催国はグループリーグを必ず突破する」という著名なジンクスも存在したが、これも南アフリカがグループリーグで敗退した事によって破られることとなった。なお、南アフリカは開幕戦でメキシコと引き分けたため、「開幕戦での敗北はない」というジンクスはこの時点では守られていた(このジンクスは12年後のカタール大会でカタールが敗北したことにより破られた)。
グループリーグでは強豪国と目されていたチームが中堅国や新興国に足をすくわれる事態も起こった。前回の2006年ドイツ大会でわずか2失点（そのうちの1点はオウンゴール）という記録的な少失点で優勝したイタリアは今大会も優勝候補の1つと目されていたが、カテナチオを始め代表選手の世代交代の停滞が露呈し、グループリーグだけで5失点を喫して、初出場のスロバキアにも敗れた。前回大会準優勝のフランスは、大会前から指摘されたレイモン・ドメネク監督と選手の確執や選手同士の関係悪化等の問題が表面化し、チームが完全な崩壊状態に陥った。どちらも1勝も上げられず（イタリアは2分1敗、フランスは1分2敗）に共にグループリーグ最下位で姿を消した。
ベスト16には南米勢5チームが全て進出した。中でもウルグアイは、1970年メキシコ大会以来40年ぶりにベスト4に進出し、古豪復活を印象付けた。
アジア勢では日本と韓国の2チームがグループリーグを通過し、自国開催以外で初の決勝トーナメント進出を果たした（決勝トーナメント1回戦で日本はパラグアイ、韓国はウルグアイにそれぞれ敗れたためベスト8進出はならなかった）。この他、今回からアジアからの出場となったオーストラリアもグループ2位国（ガーナ）と勝点同点だった（得失点差で下回ったため、決勝トーナメント進出はならず）。
オセアニア勢は、1982年スペイン大会以来28年ぶり出場のニュージーランドが健闘した。代表選手の大半がセミプロ・アマチュアである中で堅守が光り、前回優勝のイタリアをはじめ、初出場のスロバキア、パラグアイ相手に3分けと意地を見せた。決勝トーナメント進出はならなかったものの、出場32ヶ国中唯一無敗で大会を終えた（上述の通り、優勝したスペインはグループリーグ初戦でスイスに敗れている）。
その一方で、アフリカ勢はアフリカ大陸の開催にもかかわらず、苦戦・劣勢が続いた。開催国の南アフリカがグループリーグで姿を消したのを初め、カメルーンやアルジェリア、ナイジェリアに至ってはグループリーグで1勝も出来ずに大会を後にした。そういった劣勢の中でもガーナがアフリカ勢3カ国目のベスト8に進出し存在感を示した。

#### 守備重視の展開へ
上記のように波乱が続いた背景は、今大会が守備重視の大会であったからだといわれている。
今大会は、堅牢な守備を維持して失点を防ぎ、隙を突いてカウンターで得点を取るという「堅守速攻」の戦略を実践したチームが多かった。その影響もあって1点差試合が増加し、全64試合の合計得点は145点に留まり、1試合平均得点は2.27点と史上2番目に低い結果となった。(決勝含め、90分間で0-0の試合が8試合)
中堅・新興国は強豪国と互角に渡り合うために守備を重視する戦略を取ることは過去にもあり、今大会が特別珍しいとはいえないが、従来までは攻撃的なチームという印象のあった強豪国であるオランダやブラジルも今大会では守備を強化し、堅守速攻で大会に臨んだ。
こういった堅守速攻戦略により、スイスや日本、スロバキアといったサッカー中堅・新興国が実力上位国に勝つ試合が増えた反面、強豪国は得点を重ねられずに苦戦が続いた。このことを象徴するように、優勝したスペインは全試合を通してわずか2失点（大会優勝チームとしては史上最少タイ記録）しかしていないが、その一方で全試合通じて8得点（大会優勝チームとしては史上最少得点）しか挙げていない。堅守のチームに苦しみ、なかなか得点を挙げられなかったといえる。

#### 開催への不安
ワールドカップでは、過去に1986年大会が当初コロンビア開催の予定が治安の悪さと国内情勢の悪化から、1983年5月にメキシコでの開催に変更されたことがある。今大会も同様の理由から南アフリカで実際に開催できるか、安全に試合ができるかについては、開幕直前まで懸念と不安が付きまとった。
南アフリカでは、1995年にラグビーワールドカップ、2003年にはクリケット・ワールドカップが開催された実績もあるが、それ以降は治安の悪化が著しく、特に2会場のあるヨハネスブルグは「世界最悪の犯罪都市」「世界の犯罪首都」とまで言われ、昼夜を問わず強盗、殺人が多発しており、その他の都市についても治安面が問題視されている（日本の外務省も、ヨハネスブルク、プレトリア、ケープタウン、ダーバンの4都市について「十分注意してください」との危険情報を継続して出している）。南アフリカでの殺人事件の発生率は、日本の35倍、アメリカ合衆国と比較しても7倍 という高率であり、南アフリカ国民もインターネットで、観戦に来るなら十分注意するようにと警告している状態である。
また、近年では電力不足によって相次いだ停電騒ぎにより社会インフラの脆弱さが露呈されており、空港から市街地を結ぶ電車やバスもないため（高速バスについては導入・運行が始まっているが、運行開始2日目に早くも銃撃事件が発生してしまった）、あらかじめ出迎えの車を手配しておかなくては空港から出ることもままならず、その空港内すらもひったくりが発生するなど安全とは到底言い難い現状である。開催までにこれらの問題を解決することが重要とされているが、大会までには間に合わないのではないかとの指摘も上がった。そのため、2009年11月12日に行われた日本対南アフリカの国際親善試合の際には3千人の警備員や警官を配置し本番さながらの厳戒態勢が敷かれた。なお、この親善試合を観戦しに行った日本人サポーターが強盗被害に遭うという事件も発生している。こうした事態を受け、日本サッカー協会は女性記者を渡航させることを事前に禁止する通告を出していた。また、抽選会が行われたケープタウンの会場では、抽選会開催前に爆弾テロ騒動が起きている。
会場の準備も遅れており、開催が決まったのは2004年5月であるにもかかわらず、直近のドイツ大会が終了した2006年7月になっても、準備のスケジュールさえ作られていなかった（2007年に入って漸く、9つの都市で10スタジアムの新築・改築工事が本格化した）。
2007年4月、FIFAのブラッター会長は、もし開催が不可能であればとの仮定の上で、既に開催経験のあるアメリカ、イングランド、スペイン、日本、メキシコを代替候補地として挙げた。後にこの発言は撤回されたが、FIFAが南ア開催に不安を持っていることが明らかにされた。2007年7月19日にブラッター会長は南アを訪れムベキ大統領と会談し、建設が遅れている輸送手段と宿泊施設の向上にもっと努力すべきだと伝えた。2008年6月、ブラッター会長は自然災害で南アフリカ開催が困難になった場合の対策という前提で開催地変更案を準備していることを公式に認めた。
その後2008年7月の英テレビのスカイニューズの取材に、国際サッカー連盟（FIFA）のブラッター会長は2010年ワールドカップ（W杯）南アフリカ大会が自然災害など不測の事態で競技実施が不可能となった場合に備え、3カ国の協会に代替開催を非公式に打診し、そのうちの1か国が日本であるとコメントしたが、犬飼基昭会長は後に、日本での代替開催はないとこれを否定。FIFAのバルク事務局長も日本などに直接打診していないことを明らかにしている。

#### 気候・開始時間・時差
開催時期となった6月から7月は南アフリカの冬期にあたり（南半球は北半球では季節が逆になる）、平均最高気温18℃、平均最低気温6℃と、気温は各都市によって異なる（高原部などは特に1日の寒暖の差が大きい）。また、雨季は11月から3月であるが、地域によって降雨に違いがある。南西の海岸は地中海性気候であるため、冬に雨が多く降るという傾向がある。
同じ時期にプレワールドカップとして開催されたFIFAコンフェデレーションズカップ2009では、一番寒かった試合はブルームフォンテーンで行われた準決勝・スペイン対アメリカ戦で、夜8時半開始で気温は5℃（天候は晴れ）だった。逆に一番暑かった試合はプレトリアで行われたグループリーグB組アメリカ対ブラジル戦で、夕方4時開始で気温は20℃（天候はくもり）だった（全試合の詳細なコンデションはFIFAコンフェデレーションズカップ2009へ）。時差は前回ドイツ大会同様、中央ヨーロッパ夏時間と同じである（日本の方が7時間早い）。
2010FIFAワールドカップ南アフリカ大会の全64試合中、10試合が昼1時半開始、25試合が夕方4時開始、29試合が夜8時半開始で行われた。（内訳はグループリーグ全48試合中、10試合が昼1時半、19試合が夕方4時、19試合が夜8時半。決勝トーナメント全16試合中、6試合が夕方4時、10試合が夜8時半。準決勝以降は全て夜8時半開始。時刻表示は全てUTC+2）。

#### 標高・気候の影響
会場の半数が1000mを超える高地だが、コンフェデ杯2009を現地で視察した日本サッカー協会FIFAコンフェデレーションズカップ2009テクニカルスタディグループは、試合にはさほど影響はないようだと報告している。
その一方で、影響があるとする意見もある。毎年南アフリカに遠征し、高地での試合経験が豊富なラグビーニュージーランド代表（オールブラックス）現役選手たちは「現地で十分な時間をかけてトレーニングする必要がある。（高地で空気抵抗が少なくなるため）ボールが軽くなる（良く飛ぶ）」、「体調が悪くなることもある。疲れもたまる。選手を入れ替えるのも大切」と証言した。
2009年6月に首都プレトリア （1214m）で行われた2010FIFAワールドカップ南アフリカ大会の主審の選考と研修を兼ねた「エリートセミナー3」に参加した西村雄一国際主審は「トレーニングやフィジカルテストは心拍計を装着して行うが、過去のセミナー時と比べて心拍数値が10ほど高い値だった。標高の影響か空気の乾燥か、環境面によって心拍数に負荷がかかった。慣れるまでの時間と訓練が必要。具体的な自覚症状はすぐ息が上がること。体が重くなるとか動きにくいということはなかった」、「日本と比べかなり乾燥しており、夕方には唇がカサカサに。除草作業の野焼きの煙、未舗装の赤土の道から巻き上げられる土ぼこりがすさまじく、反応する花粉はないのに花粉症の症状が出て鼻が利かなくなった。空気の影響があるのかも」と語った。
東京・西が丘の国立スポーツ科学センター (JISS)の鈴木康弘は「持久力を示す最大酸素摂取量 (VO2max)が標高1000mで5〜10%程度、1500mで10%以上低下する。数値が高い人の方が低下率も大きい。つまり走れる人ほど駄目になりやすい」と説明した。
日本陸連の前女子長距離・マラソン部長で、高地練習に詳しい金哲彦は「1500mぐらいなら目くじらを立てる高さでもないが、少し息苦しさは感じると思う」と話している。空気力学の専門家、元マサチューセッツ工科大教授のキム・ブレア博士は「標高1700mでは、シュートが飛んでGKの手元に届くまでのスピードが平地より5%速くなる。この差は選手ではない一般人にも明らかに分かるほど大きい」と指摘。また、同博士は「高地では酸素が少なく空気抵抗が小さいので、回転をかけるカーブ系のシュートの曲がる幅は小さい」と語っている。
2010年1月6日にAFCアジアカップ2011の予選A組第5戦イエメン対日本戦が標高2300mを超すイエメン首都サナアで行われた。現地入り後の練習では「息苦しい」、「すぐに疲れる」、「体が重い」などの反応が日本代表選手から出た。試合後は金崎夢生が「後半は正直苦しかった」と話したように、いつも以上に体力を消耗した選手が目立った。岡田監督も「結構きついようだ。吐き気がするという者もいた」と高地の影響を認めた。また、気圧の関係でボールのスピードや飛距離が変わり、感覚のずれを口にする日本代表選手もいた。

#### ブブゼラの騒音問題
南アフリカではサッカーの試合で、サポーターが応援のためにブブゼラという楽器を吹き鳴らす習慣がある。本大会では南アフリカ戦以外の試合でも、各国のサポーターがブブゼラを吹き鳴らして応援した。
しかし、ブブゼラが出す音は非常に大きく、試合の妨害につながる可能性がある上に長時間聞き続けると難聴を引き起こす可能性がある。そのため選手や視聴者からは音が耳障りだとして不満や苦情が出ており、使用の禁止を求める意見も挙がったほどである。フランスのケーブルテレビ局では視聴者の苦情を受け、音響効果機器を利用することでブブゼラの音の周波数だけをカットして放映した。
この問題に対し、FIFAではブブゼラの使用を容認する方針をとっている。2010 FIFAワールドカップの組織委員会は大会開幕直前にブブゼラの騒音に関する調査を行い、同委員会会長が「非常時のアナウンスをかき消したり、国歌斉唱の際に非礼にあたる可能性がある」と懸念を表明したが、使用を禁止する措置は講じられなかった。その結果大会2日目までは国歌斉唱時にも吹き鳴らされたが、大会3日目以降は国歌斉唱の前に会場のビジョンで注意を促したり、「ブブゼラを鳴らさず、お静かにお願いします。」とのアナウンスをしたため、国歌斉唱時にブブゼラはほとんど吹かれなくなった。

#### 今大会における賞金および補償金(負傷の保険金)について
本大会の優勝賞金を3000万ドル（約26億4000万円）にすると、2009年12月3日にFIFAが発表した。前回のドイツ大会の優勝賞金2450万スイスフラン（約22億5000万円＝当時）から増額された。また、準優勝のチームには2400万ドル（約21億1200万円）、3位には2000万ドル（約18億円）、4位には1800万ドル（約16億円）、グループリーグ敗退国（17位〜32位）も、800万ドル（約7億円）を受け取る。さらに、全出場チームには経費として100万ドル（約8837万円）ずつが支払われる。賞金総額は、前回のドイツ大会に比べて61%増の4億2000万ドル（約369億6000万円）になる見通しである。
また、同日FIFAはG-14（欧州ビッグクラブ連合体）との合意に基づき、2010 FIFAワールドカップに出場する選手の各所属クラブに、総額約4000万ドル（約35億円）の補償金（負傷の保険金）が支払われると発表した。各クラブには所属する選手1人につき、大会期間中1日1600ドル（約14万円）が支払われる。 補償金制度は2014年のブラジルW杯でも採用される予定。

### 公式試合球
公式試合球はアディダス社製のジャブラニが採用された。より真球に近いフォルムとなるよう新技術を用いて設計・製造されたが、ゴールキーパーをはじめとした各国代表選手から「軽すぎる」「不規則な変化をする」といった批判が噴出し、イタリア代表のゴールキーパーであるジャンルイジ・ブッフォンに至っては「このボールでW杯をやるのは恥」とまでコメントした。
決勝戦ではジャブラニのデザインにおける黒色部分を黄金色にした特別球「ジョブラニ」が使用された。

### チケット問題

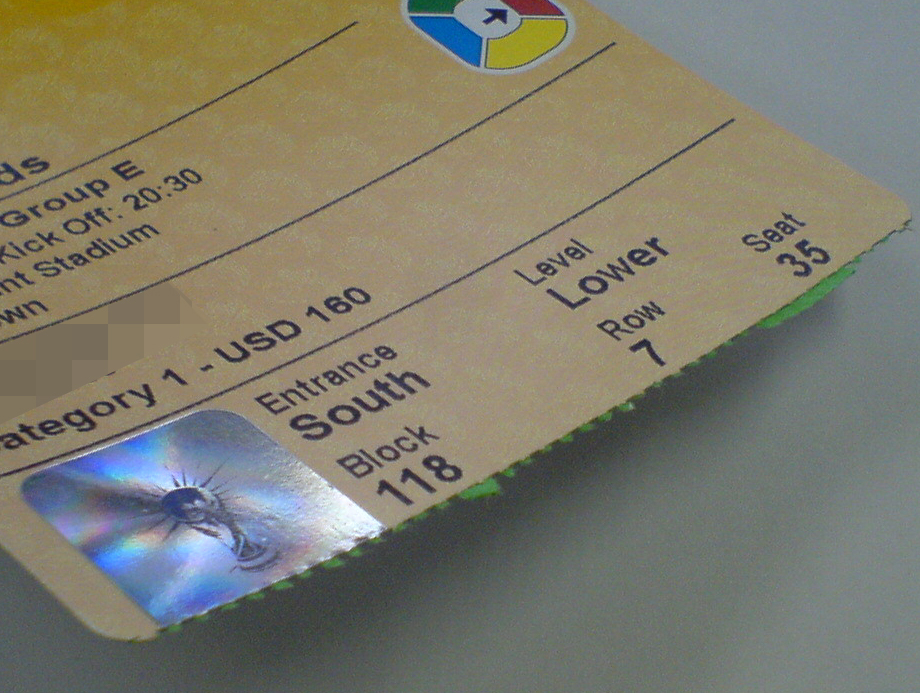
観戦チケット（偽造防止策部分を拡大）

本大会のチケットは従来の郵送ではなく、全て南アフリカにある専用発券機による現地発券のみで受け取れる制度に変更された。チケット予約の際に使用したクレジットカードを発券機に挿入した後、当選したチケットが画面に表示され、間違いが無ければ画面のOKボタンを押し、その後発券された。この機械は英語の他に、フランス語、スペイン語、ポルトガル語にも対応。実際に南アフリカに来ない者へのチケット入手と、それに伴う転売を防止する制度であった。実際には開幕戦の試合開始1ヶ月前より発券が出来たため、完全に転売を防止することは出来なかったが、一定の効果はもたらした。この現地発券機によるチケット発券はFIFAコンフェデレーションズカップ2009より開始され、FIFAクラブワールドカップ2009でも行われた。なお、発券機の側には必ず係員が常駐しており、トラブルや問い合わせにはすぐに対応出来る体制となっていた。
チケットは偽造防止のため、予めチケットにはホログラムが施されており、購入者の氏名、予約時の整理番号（共に黒の塗りつぶし部分）、チケット上部のバーコード、チケットの発券日時、発券場所を記載。またチケット表面と裏面の間に緑色の偽造防止シートを挟みこんだ3枚構造になっている。未使用のチケットでは判り難いが、チケットの半券を切り離した後に判明しやすいようになっている。
試合会場への入場には、従来どおり2段階のセキュリティーチェックが行われた。第1段階では金属探知機とボディーチェックによる会場への持込禁止物のチェックを受け、チケットの半券を切り離した。この第1段階を抜けるとスポンサー企業によるイベント会場、大会グッズ売り場等へ入場出来た。また第2段階ではチケット上部のバーコードを読取機械にかざし、問題がなければ試合会場エリアに入場出来た。なお、第1段階後のエリア、試合会場エリアに入場すると再入場は出来ず、また試合会場エリアから第1段階のエリアに戻ることも出来なかった。
しかし、実際に大会が始まってみると、チケットが売れているにもかかわらず、空席の目立つ試合が多く見受けられた。6月12日の韓国-ギリシャ戦では約42,000人収容で来場者は約32,000人、14日の日本対カメルーン戦は収容人数の約75％、15日のニュージーランド対スロバキア戦も60％ほどしか座席は埋まらなかった。これに対しFIFAは、原因を調査するとの見解を示した。

#### 日本戦チケット
1998年フランス大会から続いているチケットやツアーの問題が、本大会でも発生する事態となった。
開催地・南アフリカでの宿泊場所や移動手段の手配を請け負った「Toer Africa」（ツールアフリカ）に対し、ツアーを申し込んだ顧客より「ツアー代金を振り込んだが、業者と連絡が取れない。」との相談や問い合わせが、2010年4月20日頃より在南アフリカ日本大使館に寄せられるようになった。

ツールアフリカは、南アフリカで会社が設立されたとして、観戦チケットや往復航空券を自ら確保している個人旅行者向けに「現地で大学の寮を借り、宿泊施設として提供する」とホームページなどで2009年6月頃から参加者を募集。また、連絡先としてメールアドレスと南アフリカでの電話番号をホームページに掲載し、問い合わせには日本人とみられるスタッフが応対していた。

申込者に伝えた東京都日野市のマンション一室の事務所には表札も掲げられているが、現在は不在で電話もつながらず、毎日新聞からのメールでの取材にも返信がない状態が続いているとのこと。

その後申込者の一人より、メールの返信の遅延があったり、その後メールでツアー代金の請求があったため日本国内の銀行口座に料金を振り込んだが、受領書は届かず、連絡も取れなくなったとのこと。なお、ツールアフリカは、旅行業法に基づく登録は観光庁や都にされておらず、大使館も調査している。
なお代金の振込先であるツールアフリカ側の銀行は、「個別案件にはお答えできない」としながらも、トラブルの実態確認が必要と判断とし、4月下旬に口座の出入金を停止する措置を行なった。

### 誤審問題
欧州予選プレーオフのフランス対アイルランド戦で物議を醸した誤審問題が、本大会の決勝トーナメントでも噴出した。
6月28日に行なわれた決勝トーナメント1回戦のドイツ対イングランド戦では、前半にイングランドのフランク・ランパードが放ったシュートがゴールポストに当たった後ドイツ側のゴールラインを超えたが、得点が認められなかった。試合はイングランドが敗退し、この事態に激怒したサポーターが、試合終了後審判団の宿泊しているホテルを取り囲み、審判に罵声を浴びせ続ける事態も発生。また同日に行なわれたアルゼンチン対メキシコ戦にて、カルロス・テベスの先制点のシーンがすぐに会場の大型ビジョンで放映された際、明らかにオフサイドであり、メキシコ側が猛抗議を行なったにもかかわらず、得点が認められた。これらの誤審に対し、イングランド代表監督のファビオ・カペッロ やメキシコ代表監督のハビエル・アギーレ が不満を爆発。国際プロサッカー選手協会も、判定を審判だけに頼らずビデオなど現代テクノロジーを導入するよう求める声明を出した。
その後、ドイツ対イングランド戦の主審を担当したホルヘ・ラリオンダと、アルゼンチン対メキシコ戦の主審を担当したロベルト・ロセッティは準々決勝以降の試合の審判を務めないことが発表された。

### 八百長疑惑
7月10日、イギリスのBBCは「出場したナイジェリアに八百長の疑惑がある」と報じた。BBCによると、ヨーロッパサッカー連盟のサッカーの八百長試合に対する調査を担当する専門調査チームが、予選B組のナイジェリア対ギリシャ戦の当日、FIFAに対して、「ナイジェリアの選手が八百長試合に巻き込まれている可能性があり、賭博が関係しているおそれがあると警告した。調査員はFIFAの早期警戒システムにも報告した。」というもの。また、中国の騰訊体育は「韓国が決勝トーナメントに進出できたのは予選リーグの相手が八百長をしていたからかもしれない」とのタイトルで、同様にこの疑惑を報じた。
これに対し、FIFAは「ヨーロッパサッカー連盟以外の機構から同様の報告は一切受け取っていない、真実であると裏付ける証明は今のところない」としながらも、調査が必要だとした。

### 警告等、カードの乱発
今大会では、前回大会以上に警告が多く、ハンドによる反則や、故意的なプレーによる反則によるファウルや退場が各試合で目立った。
これは、前回のドイツ大会より判定等の基準が厳しくなったことも挙げられるが、前述にもあげた通り、守備をベースにしたチームが増え、荒れた試合になることが多かった事、そして南アフリカ特有の高温・乾燥したコンディションでの試合であったことから、選手個々の動きやプレーの質が悪くなり、ファールで止めることが多くなった事が要因とされる。したがって、グループリーグ・トーナメント問わず、重要な試合で退場者を出すことが多かった。その中でも準々決勝のウルグアイ対ガーナ戦で、ウルグアイのFWルイス・スアレスがペナルティーエリア内での決定的な得点を故意的なハンドで阻止し、退場したプレー（その直後のPKは外れ、PK戦でガーナは敗れた）と直後の態度は世界中で賛否両論を呼んだ。

### 会場一覧
南アフリカ側は当初13会場を用意する意向だったが、2006年3月17日にFIFAから、ヨハネスブルグの2会場の他、ダーバン、ケープタウン、プレトリア、ポートエリザベス、ブルームフォンテーン、ネルスプロイト、ポロクワネ、ルステンブルクの9都市10会場（うち4施設が新設・2施設が改修）を使用する決定が正式に発表された。本大会では全ての試合会場で、広告用の映像装置（リボンビジョン）が使用される。メインスタンド側は通常の立て看板となる。ピーター・モカバ・スタジアムとムボンベラ・スタジアムの2会場については天然芝と人工芝の混合ピッチが採用された。これはベルギーのdesso社が開発したグラスマスターと呼ばれるもので、全表面積の3%程度を目安に人工繊維を埋め込みピッチの耐久性を3倍に向上させるものである。既にアンフィールドやサンティアゴ・ベルナベウなど多くのスタジアムで採用されているが、ワールドカップの会場に利用されるのは今大会が初めてとなる。
会場名および収容人数は下記の通り。
| 都市                 | 名称・位置 | 収容人数 （人） | 標高 (m) | 画像                         |
| -------------------- | --- | --------------- | -------- | ---------------------------- |
| ポロクワネ           | ピーター・モカバ・スタジアム 南緯23度55分29秒 東経29度28分08秒 / 南緯23.924689度 東経29.468765度                | 40,000          | 1,310    |                              |
| ネルスプロイト       | ムボンベラ・スタジアム （新設） 南緯25度27分42秒 東経30度55分47秒 / 南緯25.46172度 東経30.929689度              | 40,000          | 660      |                              |
| ルステンブルク       | ロイヤル・バフォケン・スタジアム 南緯25度34分43秒 東経27度09分39秒 / 南緯25.5786度 東経27.1607度                | 40,000          | 1,500    |                              |
| プレトリア           | ロフタス・ヴァースフェルド・スタジアム 南緯25度45分12秒 東経28度13分22秒 / 南緯25.75333度 東経28.22278度        | 52,000          | 1,214    | Loftus-Versfeld-Stadion      |
| ヨハネスブルグ       | エリス・パーク・スタジアム 南緯26度11分51秒 東経28度3分39秒 / 南緯26.19750度 東経28.06083度                     | 60,000          | 1,753    | Blick auf den Coca-Cola Park |
| ヨハネスブルグ       | サッカー・シティ・スタジアム 南緯26度14分5秒 東経27度58分57秒 / 南緯26.23472度 東経27.98250度                   | 94,700          | 1,753    |                              |
| ブルームフォンテーン | フリー・ステイト・スタジアム 南緯29度07分02秒 東経26度12分32秒 / 南緯29.11722度 東経26.20889度                  | 40,000          | 1,395    |                              |
| ダーバン             | モーゼス・マヒダ・スタジアム （新設） 南緯29度49分46秒 東経31度01分49秒 / 南緯29.82944度 東経31.03028度         | 70,000          | 0        |                              |
| ケープタウン         | グリーン・ポイント・スタジアム （新設） 南緯33度54分13秒 東経18度24分40秒 / 南緯33.90361度 東経18.41111度       | 68,000          | 0        |                              |
| ポートエリザベス     | ネルソン・マンデラ・ベイ・スタジアム （新設） 南緯33度56分16秒 東経25度35分56秒 / 南緯33.93778度 東経25.59889度 | 50,000          | 0        | Nelson-Mandela-Bay-Stadion   |

### 主審
| AFC カリル・アル・ガムディ（サウジアラビア） ラフシャン・イルマトフ（ウズベキスタン） スブヒディン・モハド・サレー（マレーシア） 西村雄一（日本） CAF コマン・クリバリ（マリ） ジェローム・デイモン（南アフリカ共和国） エディ・マイレ（セーシェル） CONCACAF ホエル・アギラール（エルサルバドル） ベニート・アルチュンディア （メキシコ） カルロス・バトレス（グアテマラ） マルコ・ロドリゲス（メキシコ） CONMEBOL エクトル・バルダッシ（アルゼンチン） ホルヘ・ラリオンダ（ウルグアイ） パブロ・ポソ（チリ） オスカル・ルイス（コロンビア） カルロス・エウジェニオ・シモン（ブラジル） マルティン・バスケス（ウルグアイ） | OFC マイケル・ヘスター（ニュージーランド） ピーター・オレアリー（ニュージーランド） UEFA オレガリオ・ベンケレンサ（ポルトガル） マッシモ・ブサッカ（スイス） フランク・デ・ブレーケレ（ベルギー） マルティン・ハンソン（スウェーデン） カッシャイ・ヴィクトル（ハンガリー） ステファヌ・ラノワ （フランス） ロベルト・ロセッティ（イタリア） ヴォルフガング・シュタルク（ドイツ） アルベルト・ウンディアーノ・マジェンコ（スペイン） ハワード・ウェブ（イングランド） |

### 選手
2010年5月11日が予備登録（上限30人）の締め切り で、この日までにFIFAに予備登録メンバー名簿を提出する。予備登録された選手は5月17日から23日まで疲労回復の為、クラブでの試合出場を禁止される（ただし、UEFAチャンピオンズリーグ決勝とイングランドのFAカップ決勝を除く）。休養期間の設定は、過密日程の疲労から日韓大会で波乱が続出したことからドイツ大会から採用された。5月24日の前までに身体検査などの必要書類をFIFAに提出する。本大会開幕10日前の6月1日が本登録（上限23人）締め切り。本登録23名は予備登録選手30名の中から選ばれ、23名中3名はGKを登録しなければならない。ただし、6月1日の本登録23名締め切り後に、怪我人が出た場合に限り、W杯初戦の24時間前までにFIFAに診断書を提出して許可されれば予備登録選手30名以外からも選出可能。その理由は、予備登録にも30名という上限がある以上、各ポジションに必要な選手を全て予備登録出来ない為、本登録締め切り後に怪我人が出た場合、対応できないケースが出てくるからである。例えば、本登録締め切り後、GKが怪我したが、予備登録メンバーにはGK3人しか登録していなかった為、本大会にGK2人しか出場できないケースなど。そうしたことを防ぐ為、本登録後に怪我人が出た場合に限り、予備登録選手以外からの選出も可能にしてある。
5月11日の予備登録では、ドイツ、メキシコ、スロバキア、ウルグアイ、北朝鮮は予備登録最大30名枠を使用しなかった。このうち北朝鮮は予備登録締め切り時点で、本登録23名のみを登録し、Jリーグ仙台所属の梁勇基が予備登録されなかったが、査証の取得が遅れたことなどで起こった手続きミスで、追加予備登録が認められたが、最終的には本登録から漏れた。また北朝鮮は交代の選択肢を増やす為に、本来FWの金明元をGKとして本登録したが、これに対してFIFAは、金明元はGKとしての出場しか認められないと通告した。

## 結果

### 順位の決め方
本大会は、勝ち点が並んだ場合は得失点差で上回ったほうが上位になる方式（前大会と同じ）で進出が決まる。2チーム以上が勝ち点で並んだ場合は、全3試合の得失点差、総得点の順に決定する。それでも決まらない場合は、当該チームの直接対決の結果で順位付けを行い、これが引き分けだった場合はくじ引きで順位を決定する。
本大会では、予選のときと同様に勝ち点で並んだ場合は得失点差ではなく、当該チームの直接対決で上回ったほうが上位になる方式を適用する予定であったが、EURO2004のグループCでの談合疑惑を見て、上記のように規定された。

### 警告累積の取り扱い
地域予選の警告累積などによる出場停止は本大会でも適用されるが（例えば地域予選最終戦で警告を受け、警告累積で2試合出場停止となった場合、その選手は本大会に出場しても、グループリーグ2試合は出場停止となる）、地域予選の警告累積自体は本大会の警告累積に加算されず、本大会は本大会のみの警告累積となる。なお、南アフリカW杯本大会では警告累積2枚で次回の試合は出場停止となる。
またグループリーグから準々決勝までの警告累積を準決勝に持ち越さない。つまり、準決勝で退場処分を受けた選手以外は、警告累積による決勝及び3位決定戦での出場停止がなくなる（なるべく両チームとも最高の戦力で決勝を戦わせる為の処置）。

### 組み合わせ抽選
本大会のグループリーグの組み合わせ抽選は12月4日（現地時間午後7時、日本時間12月4日深夜2時=12月5日午前2時から4時過ぎ迄）に南アフリカ・ケープタウン国際コンベンションセンターで実施された（実際に抽選が始まったのは12月5日午前2時47分頃）。この抽選会の模様は全世界（200カ国）に生中継され、日本でも12月4日深夜2時（=12月5日午前2時）頃からNHK総合とBS1 及びスカパー! で生中継された。またスカパー!では、前日本代表監督イビチャ・オシムが解説を行った。司会には女優で同国出身のシャーリーズ・セロンが、抽選を引き当てる代表としてデビッド・ベッカム、デズモンド・ツツ、ハイレ・ゲブレセラシェらが登場した。
抽選方法は以下の通りである。
- ホスト国である南アフリカと2009年10月時点のFIFAランキング（対象となる試合数に公平を期すため、抽選会直前の11月時点のFIFAランキングではなく各予選プレーオフが終了する前の10月時点のFIFAランキングを用いた）[61][62] 上位7カ国（イタリア、ブラジル、スペイン、オランダ、ドイツ、アルゼンチン、イングランド）の計8か国をシード国として、それらを「ポット1」
- アジア4か国、北中米カリブ海3か国、オセアニア1か国の計8か国を「ポット2」
- シード国を除くアフリカ5か国、南米（南アメリカ）3か国の計8か国を「ポット3」
- シード国を除く欧州（ヨーロッパ）8か国を「ポット4」

に分けて抽選を行なう。
- 南アフリカは開幕戦を行なうため、A組1番に配置（南アフリカのみ、赤いボールに名前が書かれた札を入れ、ポット1に入れられた）。またシード国は自動的に、抽選で選ばれた組の1番に配置される。
- ポット2-4に選ばれた国は、各ポットからA組→H組の順に1カ国ずつ選ばれた後、選ばれた組の何番に配置されるかが抽選される。この選ばれた番号により、試合日等が決定される。
- 尚、シード国にアフリカ大陸および南米大陸の国があるため、「ポット3」は、アフリカ大陸の国については最初と2番目に選ばれた国は、先にブラジル及びアルゼンチンが選ばれた組にB組から順に配置する（今回アルゼンチンがB組、ブラジルがG組に配置されていたため、最初に選ばれたナイジェリアはB組、2番目に選ばれたコートジボワールはG組にそれぞれ先に配置された）。また南米大陸から最初に選ばれた国（ウルグアイ）がA組に配置され、それ以外の国はヨーロッパが選ばれた組にB組→H組の順で配置される。これらは“1.欧州は同じ組に2カ国まで”・“2.欧州を除く地域は同じ地域の国は同じ組に入らない”という2大原則[63] を守る為の措置である。

| グループ   | 1番              | 2番            | 3番              | 4番        |
| ---------- | ---------------- | -------------- | ---------------- | ---------- |
| グループ A | 南アフリカ共和国 | メキシコ       | ウルグアイ       | フランス   |
| グループ B | アルゼンチン     | ナイジェリア   | 韓国             | ギリシャ   |
| グループ C | イングランド     | アメリカ合衆国 | アルジェリア     | スロベニア |
| グループ D | ドイツ           | オーストラリア | セルビア         | ガーナ     |
| グループ E | オランダ         | デンマーク     | 日本             | カメルーン |
| グループ F | イタリア         | パラグアイ     | ニュージーランド | スロバキア |
| グループ G | ブラジル         | 北朝鮮         | コートジボワール | ポルトガル |
| グループ H | スペイン         | スイス         | ホンジュラス     | チリ       |

### グループリーグ

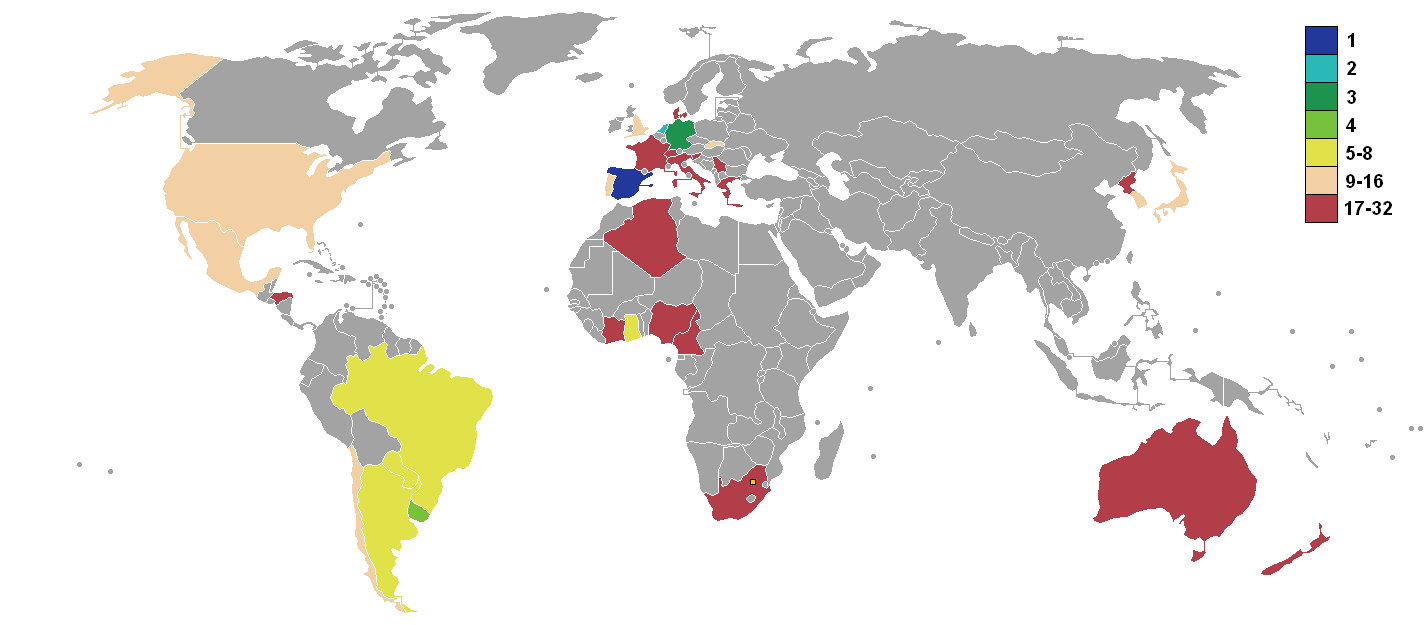
本大会出場国の最終順位

#### グループ A
| 順 位 | チーム           | 勝 点 | 試 合 | 勝 利 | 引 分 | 敗 戦 | 得 点 | 失 点 | 点 差 |
| ----- | ---------------- | ----- | ----- | ----- | ----- | ----- | ----- | ----- | ----- |
| 1     | ウルグアイ       | 7     | 3     | 2     | 1     | 0     | 4     | 0     | +4    |
| 2     | メキシコ         | 4     | 3     | 1     | 1     | 1     | 3     | 2     | +1    |
| 3     | 南アフリカ共和国 | 4     | 3     | 1     | 1     | 1     | 3     | 5     | -2    |
| 4     | フランス         | 1     | 3     | 0     | 1     | 2     | 1     | 4     | -3    |

| 2010年6月11日(16:00, 20:30) |       |                  |                                                      |
| 南アフリカ共和国            | 1 - 1 | メキシコ         | サッカー・シティ・スタジアム（ヨハネスブルグ）       |
| ウルグアイ                  | 0 - 0 | フランス         | グリーン・ポイント・スタジアム（ケープタウン）       |
| 2010年6月16日(20:30)        |       |                  |                                                      |
| 南アフリカ共和国            | 0 - 3 | ウルグアイ       | ロフタス・ヴァースフェルド・スタジアム（プレトリア） |
| 2010年6月17日(20:30)        |       |                  |                                                      |
| フランス                    | 0 - 2 | メキシコ         | ピーター・モカバ・スタジアム（ポロクワネ）           |
| 2010年6月22日(16:30, 16:30) |       |                  |                                                      |
| メキシコ                    | 0 - 1 | ウルグアイ       | ロイヤル・バフォケン・スタジアム（ルステンブルク）   |
| フランス                    | 1 - 2 | 南アフリカ共和国 | フリー・ステイト・スタジアム（ブルームフォンテーン） |

- すべて南アフリカ時刻(UTC+2)

#### グループ B
| 順 位 | チーム       | 勝 点 | 試 合 | 勝 利 | 引 分 | 敗 戦 | 得 点 | 失 点 | 点 差 |
| ----- | ------------ | ----- | ----- | ----- | ----- | ----- | ----- | ----- | ----- |
| 1     | アルゼンチン | 9     | 3     | 3     | 0     | 0     | 7     | 1     | +6    |
| 2     | 韓国         | 4     | 3     | 1     | 1     | 1     | 5     | 6     | -1    |
| 3     | ギリシャ     | 3     | 3     | 1     | 0     | 2     | 2     | 5     | -3    |
| 4     | ナイジェリア | 1     | 3     | 0     | 1     | 2     | 3     | 5     | -2    |

| 2010年6月12日(13:30, 16:00) |       |              |                                                            |
| 韓国                        | 2 - 0 | ギリシャ     | ネルソン・マンデラ・ベイ・スタジアム（ポート・エリザベス） |
| アルゼンチン                | 1 - 0 | ナイジェリア | エリス・パーク・スタジアム（ヨハネスブルグ）               |
| 2010年6月17日(13:30, 16:00) |       |              |                                                            |
| アルゼンチン                | 4 - 1 | 韓国         | サッカー・シティ・スタジアム（ヨハネスブルグ）             |
| ギリシャ                    | 2 - 1 | ナイジェリア | フリー・ステイト・スタジアム（ブルームフォンテーン）       |
| 2010年6月22日(20:30, 20:30) |       |              |                                                            |
| ナイジェリア                | 2 - 2 | 韓国         | モーゼス・マヒダ・スタジアム（ダーバン）                   |
| ギリシャ                    | 0 - 2 | アルゼンチン | ピーター・モカバ・スタジアム（ポロクワネ）                 |

- すべて南アフリカ時刻(UTC+2)

#### グループ C
| 順 位 | チーム         | 勝 点 | 試 合 | 勝 利 | 引 分 | 敗 戦 | 得 点 | 失 点 | 点 差 |
| ----- | -------------- | ----- | ----- | ----- | ----- | ----- | ----- | ----- | ----- |
| 1     | アメリカ合衆国 | 5     | 3     | 1     | 2     | 0     | 4     | 3     | +1    |
| 2     | イングランド   | 5     | 3     | 1     | 2     | 0     | 2     | 1     | +1    |
| 3     | スロベニア     | 4     | 3     | 1     | 1     | 1     | 3     | 3     | 0     |
| 4     | アルジェリア   | 1     | 3     | 0     | 1     | 2     | 0     | 2     | -2    |

| 2010年6月12日(20:30)        |       |                |                                                            |
| イングランド                | 1 - 1 | アメリカ合衆国 | ロイヤル・バフォケン・スタジアム（ルステンブルク）         |
| 2010年6月13日(13:30)        |       |                |                                                            |
| アルジェリア                | 0 - 1 | スロベニア     | ピーター・モカバ・スタジアム（ポロクワネ）                 |
| 2010年6月18日(16:00, 20:30) |       |                |                                                            |
| スロベニア                  | 2 - 2 | アメリカ合衆国 | エリス・パーク・スタジアム（ヨハネスブルグ）               |
| イングランド                | 0 - 0 | アルジェリア   | ケープタウン・スタジアム（ケープタウン）                   |
| 2010年6月23日(16:00, 16:00) |       |                |                                                            |
| スロベニア                  | 0 - 1 | イングランド   | ネルソン・マンデラ・ベイ・スタジアム（ポート・エリザベス） |
| アメリカ合衆国              | 1 - 0 | アルジェリア   | ロフタス・ヴァースフェルド・スタジアム（プレトリア）       |

- すべて南アフリカ時刻(UTC+2)

#### グループ D
| 順 位 | チーム         | 勝 点 | 試 合 | 勝 利 | 引 分 | 敗 戦 | 得 点 | 失 点 | 点 差 |
| ----- | -------------- | ----- | ----- | ----- | ----- | ----- | ----- | ----- | ----- |
| 1     | ドイツ         | 6     | 3     | 2     | 0     | 1     | 5     | 1     | +4    |
| 2     | ガーナ         | 4     | 3     | 1     | 1     | 1     | 2     | 2     | 0     |
| 3     | オーストラリア | 4     | 3     | 1     | 1     | 1     | 3     | 6     | -3    |
| 4     | セルビア       | 3     | 3     | 1     | 0     | 2     | 2     | 3     | -1    |

| 2010年6月13日(16:00, 20:30) |       |                |                                                            |
| セルビア                    | 0 - 1 | ガーナ         | ロフタス・ヴァースフェルド・スタジアム（プレトリア）       |
| ドイツ                      | 4 - 0 | オーストラリア | モーゼス・マヒダ・スタジアム（ダーバン）                   |
| 2010年6月18日(13:30)        |       |                |                                                            |
| ドイツ                      | 0 - 1 | セルビア       | ネルソン・マンデラ・ベイ・スタジアム（ポート・エリザベス） |
| 2010年6月19日(16:00)        |       |                |                                                            |
| ガーナ                      | 1 - 1 | オーストラリア | ロイヤル・バフォケン・スタジアム（ルステンブルク）         |
| 2010年6月23日(20:30, 20:30) |       |                |                                                            |
| ガーナ                      | 0 - 1 | ドイツ         | サッカー・シティ・スタジアム（ヨハネスブルグ）             |
| オーストラリア              | 2 - 1 | セルビア       | ムボンベラ・スタジアム（ネルスプロイト）                   |

- すべて南アフリカ時刻(UTC+2)

#### グループ E
| 順 位 | チーム     | 勝 点 | 試 合 | 勝 利 | 引 分 | 敗 戦 | 得 点 | 失 点 | 点 差 |
| ----- | ---------- | ----- | ----- | ----- | ----- | ----- | ----- | ----- | ----- |
| 1     | オランダ   | 9     | 3     | 3     | 0     | 0     | 5     | 1     | +4    |
| 2     | 日本       | 6     | 3     | 2     | 0     | 1     | 4     | 2     | +2    |
| 3     | デンマーク | 3     | 3     | 1     | 0     | 2     | 3     | 6     | -3    |
| 4     | カメルーン | 0     | 3     | 0     | 0     | 3     | 2     | 5     | -3    |

| 2010年6月14日(13:30, 16:00) |       |            |                                                      |
| オランダ                    | 2 - 0 | デンマーク | サッカー・シティ・スタジアム（ヨハネスブルグ）       |
| 日本                        | 1 - 0 | カメルーン | フリー・ステイト・スタジアム（ブルームフォンテーン） |
| 2010年6月19日(13:30, 20:30) |       |            |                                                      |
| オランダ                    | 1 - 0 | 日本       | モーゼス・マヒダ・スタジアム（ダーバン）             |
| カメルーン                  | 1 - 2 | デンマーク | ロフタス・ヴァースフェルド・スタジアム（プレトリア） |
| 2010年6月24日(20:30, 20:30) |       |            |                                                      |
| デンマーク                  | 1 - 3 | 日本       | ロイヤル・バフォケン・スタジアム（ルステンブルク）   |
| カメルーン                  | 1 - 2 | オランダ   | グリーン・ポイント・スタジアム（ケープタウン）       |

- すべて南アフリカ時刻(UTC+2)

#### グループ F
| 順 位 | チーム           | 勝 点 | 試 合 | 勝 利 | 引 分 | 敗 戦 | 得 点 | 失 点 | 点 差 |
| ----- | ---------------- | ----- | ----- | ----- | ----- | ----- | ----- | ----- | ----- |
| 1     | パラグアイ       | 5     | 3     | 1     | 2     | 0     | 3     | 1     | +2    |
| 2     | スロバキア       | 4     | 3     | 1     | 1     | 1     | 4     | 5     | -1    |
| 3     | ニュージーランド | 3     | 3     | 0     | 3     | 0     | 2     | 2     | 0     |
| 4     | イタリア         | 2     | 3     | 0     | 2     | 1     | 4     | 5     | -1    |

| 2010年6月14日(20:30)        |       |                  |                                                      |
| イタリア                    | 1 - 1 | パラグアイ       | グリーン・ポイント・スタジアム（ケープタウン）       |
| 2010年6月15日(13:30)        |       |                  |                                                      |
| ニュージーランド            | 1 - 1 | スロバキア       | ロイヤル・バフォケン・スタジアム（ルステンブルク）   |
| 2010年6月20日(13:30, 16:00) |       |                  |                                                      |
| スロバキア                  | 0 - 2 | パラグアイ       | フリー・ステイト・スタジアム（ブルームフォンテーン） |
| イタリア                    | 1 - 1 | ニュージーランド | ムボンベラ・スタジアム（ネルスプロイト）             |
| 2010年6月24日(16:00, 16:00) |       |                  |                                                      |
| スロバキア                  | 3 - 2 | イタリア         | エリス・パーク・スタジアム（ヨハネスブルグ）         |
| パラグアイ                  | 0 - 0 | ニュージーランド | ピーター・モカバ・スタジアム（ポロクワネ）           |

- すべて南アフリカ時刻(UTC+2)

#### グループ G
| 順 位 | チーム                 | 勝 点 | 試 合 | 勝 利 | 引 分 | 敗 戦 | 得 点 | 失 点 | 点 差 |
| ----- | ---------------------- | ----- | ----- | ----- | ----- | ----- | ----- | ----- | ----- |
| 1     | ブラジル               | 7     | 3     | 2     | 1     | 0     | 5     | 2     | +3    |
| 2     | ポルトガル             | 5     | 3     | 1     | 2     | 0     | 7     | 0     | +7    |
| 3     | コートジボワール       | 4     | 3     | 1     | 1     | 1     | 4     | 3     | +1    |
| 4     | 朝鮮民主主義人民共和国 | 0     | 3     | 0     | 0     | 3     | 1     | 12    | -11   |

| 2010年6月15日(16:00, 20:30) |       |                        |                                                            |
| コートジボワール            | 0 - 0 | ポルトガル             | ネルソン・マンデラ・ベイ・スタジアム（ポート・エリザベス） |
| ブラジル                    | 2 - 1 | 朝鮮民主主義人民共和国 | エリス・パーク・スタジアム（ヨハネスブルグ）               |
| 2010年6月20日(20:30)        |       |                        |                                                            |
| ブラジル                    | 3 - 1 | コートジボワール       | サッカー・シティ・スタジアム（ヨハネスブルグ）             |
| 2010年6月21日(13:30)        |       |                        |                                                            |
| ポルトガル                  | 7 - 0 | 朝鮮民主主義人民共和国 | グリーン・ポイント・スタジアム（ケープタウン）             |
| 2010年6月25日(16:00, 16:00) |       |                        |                                                            |
| ポルトガル                  | 0 - 0 | ブラジル               | モーゼス・マヒダ・スタジアム（ダーバン）                   |
| 朝鮮民主主義人民共和国      | 0 - 3 | コートジボワール       | ムボンベラ・スタジアム（ネルスプロイト）                   |

- すべて南アフリカ時刻(UTC+2)

#### グループ H
| 順 位 | チーム       | 勝 点 | 試 合 | 勝 利 | 引 分 | 敗 戦 | 得 点 | 失 点 | 点 差 |
| ----- | ------------ | ----- | ----- | ----- | ----- | ----- | ----- | ----- | ----- |
| 1     | スペイン     | 6     | 3     | 2     | 0     | 1     | 4     | 2     | +2    |
| 2     | チリ         | 6     | 3     | 2     | 0     | 1     | 3     | 2     | +1    |
| 3     | スイス       | 4     | 3     | 1     | 1     | 1     | 1     | 1     | 0     |
| 4     | ホンジュラス | 1     | 3     | 0     | 1     | 2     | 0     | 3     | -3    |

| 2010年6月16日(13:30, 16:00) |       |              |                                                            |
| ホンジュラス                | 0 - 1 | チリ         | ムボンベラ・スタジアム（ネルスプロイト）                   |
| スペイン                    | 0 - 1 | スイス       | モーゼス・マヒダ・スタジアム（ダーバン）                   |
| 2010年6月21日(16:00, 20:30) |       |              |                                                            |
| チリ                        | 1 - 0 | スイス       | ネルソン・マンデラ・ベイ・スタジアム（ポート・エリザベス） |
| スペイン                    | 2 - 0 | ホンジュラス | エリス・パーク・スタジアム（ヨハネスブルグ）               |
| 2010年6月25日(20:30, 20:30) |       |              |                                                            |
| チリ                        | 1 - 2 | スペイン     | ロフタス・ヴァースフェルド・スタジアム（プレトリア）       |
| スイス                      | 0 - 0 | ホンジュラス | フリー・ステイト・スタジアム（ブルームフォンテーン）       |

- すべて南アフリカ時刻(UTC+2)

### 決勝トーナメント
|  | ラウンド16                     | ラウンド16                  |                          |       | 準々決勝   | 準々決勝  |                              |                              | 準決勝 | 準決勝 |  |  | 決勝 | 決勝 |
|  |                                |                             |                          |       |            |           |                              |                              |        |        |  |  |      |      |
|  | 6月26日 - ポート・エリザベス   |                             |                          |       |            |           |                              |                              |        |        |  |  |      |      |
|  |                                |                             |                          |       |            |           |                              |                              |        |        |  |  |      |      |
|  | ウルグアイ                     | 2                           |                          |       |            |           |                              |                              |        |        |  |  |      |      |
|  | ウルグアイ                     | 2                           | 7月2日 - ヨハネスブルグ  |       |            |           |                              |                              |        |        |  |  |      |      |
|  | 韓国                           | 1                           |                          |       |            |           |                              |                              |        |        |  |  |      |      |
|  | 韓国                           | 1                           | ウルグアイ (p)           | 1 (4) |            |           |                              |                              |        |        |  |  |      |      |
|  | 6月26日 - ルステンブルク       |                             | ウルグアイ (p)           | 1 (4) |            |           |                              |                              |        |        |  |  |      |      |
|  |                                | ガーナ                      | 1 (2)                    |       |            |           |                              |                              |        |        |  |  |      |      |
|  | アメリカ合衆国                 | ガーナ                      | 1 (2)                    | 1     |            |           |                              |                              |        |        |  |  |      |      |
|  | アメリカ合衆国                 |                             | 7月6日 - ケープタウン    | 1     |            |           |                              |                              |        |        |  |  |      |      |
|  | ガーナ (延長)                  | 2                           |                          |       |            |           |                              |                              |        |        |  |  |      |      |
|  | ガーナ (延長)                  | 2                           | ウルグアイ               | 2     |            |           |                              |                              |        |        |  |  |      |      |
|  | 6月28日 - ダーバン             |                             | ウルグアイ               | 2     |            |           |                              |                              |        |        |  |  |      |      |
|  |                                | オランダ                    | 3                        |       |            |           |                              |                              |        |        |  |  |      |      |
|  | オランダ                       | オランダ                    | 3                        | 2     |            |           |                              |                              |        |        |  |  |      |      |
|  | オランダ                       | 7月2日 - ポート・エリザベス |                          | 2     |            |           |                              |                              |        |        |  |  |      |      |
|  | スロバキア                     | 1                           |                          |       |            |           |                              |                              |        |        |  |  |      |      |
|  | スロバキア                     | 1                           | オランダ                 | 2     |            |           |                              |                              |        |        |  |  |      |      |
|  | 6月28日 - ヨハネスブルグ       |                             | オランダ                 | 2     |            |           |                              |                              |        |        |  |  |      |      |
|  |                                | ブラジル                    | 1                        |       |            |           |                              |                              |        |        |  |  |      |      |
|  | ブラジル                       | ブラジル                    | 1                        | 3     |            |           |                              |                              |        |        |  |  |      |      |
|  | ブラジル                       |                             | 7月11日 - ヨハネスブルグ | 3     |            |           |                              |                              |        |        |  |  |      |      |
|  | チリ                           | 0                           |                          |       |            |           |                              |                              |        |        |  |  |      |      |
|  | チリ                           | 0                           | オランダ                 | 0     |            |           |                              |                              |        |        |  |  |      |      |
|  | 6月27日 - ヨハネスブルグ       |                             | オランダ                 | 0     |            |           |                              |                              |        |        |  |  |      |      |
|  |                                | スペイン (延長)             | 1                        |       |            |           |                              |                              |        |        |  |  |      |      |
|  | アルゼンチン                   | スペイン (延長)             | 1                        | 3     |            |           |                              |                              |        |        |  |  |      |      |
|  | アルゼンチン                   | 7月3日 - ケープタウン       |                          | 3     |            |           |                              |                              |        |        |  |  |      |      |
|  | メキシコ                       | 1                           |                          |       |            |           |                              |                              |        |        |  |  |      |      |
|  | メキシコ                       | 1                           | アルゼンチン             | 0     |            |           |                              |                              |        |        |  |  |      |      |
|  | 6月27日 - ブルームフォンテーン |                             | アルゼンチン             | 0     |            |           |                              |                              |        |        |  |  |      |      |
|  |                                | ドイツ                      | 4                        |       |            |           |                              |                              |        |        |  |  |      |      |
|  | ドイツ                         | ドイツ                      | 4                        | 4     |            |           |                              |                              |        |        |  |  |      |      |
|  | ドイツ                         |                             | 7月7日 - ダーバン        | 4     |            |           |                              |                              |        |        |  |  |      |      |
|  | イングランド                   | 1                           |                          |       |            |           |                              |                              |        |        |  |  |      |      |
|  | イングランド                   | 1                           | ドイツ                   | 0     |            |           |                              |                              |        |        |  |  |      |      |
|  | 6月29日 - プレトリア           |                             | ドイツ                   | 0     |            |           |                              |                              |        |        |  |  |      |      |
|  |                                | スペイン                    | 1                        |       | 3位決定戦  | 3位決定戦 |                              |                              |        |        |  |  |      |      |
|  | パラグアイ (p)                 | スペイン                    | 1                        | 0 (5) | 3位決定戦  | 3位決定戦 |                              |                              |        |        |  |  |      |      |
|  | パラグアイ (p)                 | 7月3日 - ヨハネスブルグ     | 7月3日 - ヨハネスブルグ  | 0 (5) |            |           | 7月10日 - ポート・エリザベス | 7月10日 - ポート・エリザベス |        |        |  |  |      |      |
|  | 日本                           | 7月3日 - ヨハネスブルグ     | 7月3日 - ヨハネスブルグ  | 0 (3) |            |           | 7月10日 - ポート・エリザベス | 7月10日 - ポート・エリザベス |        |        |  |  |      |      |
|  | 日本                           | パラグアイ                  | 0                        | 0 (3) | ウルグアイ | 2         |                              |                              |        |        |  |  |      |      |
|  | 6月29日 - ケープタウン         | パラグアイ                  | 0                        |       | ウルグアイ | 2         |                              |                              |        |        |  |  |      |      |
|  |                                | スペイン                    | 1                        |       | ドイツ     | 3         |                              |                              |        |        |  |  |      |      |
|  | スペイン                       | スペイン                    | 1                        | 1     | ドイツ     | 3         |                              |                              |        |        |  |  |      |      |
|  | スペイン                       |                             |                          | 1     |            |           |                              |                              |        |        |  |  |      |      |
|  | ポルトガル                     | 0                           |                          |       |            |           |                              |                              |        |        |  |  |      |      |
|  | ポルトガル                     | 0                           |                          |       |            |           |                              |                              |        |        |  |  |      |      |

#### 1回戦
| 2010年6月26日(16:00) |            |              |                                                            |
| ウルグアイ           | 2 - 1      | 韓国         | ネルソン・マンデラ・ベイ・スタジアム（ポート・エリザベス） |
| 2010年6月26日(20:30) |            |              |                                                            |
| アメリカ合衆国       | 1 - 2      | ガーナ       | ロイヤル・バフォケン・スタジアム（ルステンブルク）         |
| 2010年6月27日(16:00) |            |              |                                                            |
| ドイツ               | 4 - 1      | イングランド | フリー・ステイト・スタジアム（ブルームフォンテーン）       |
| 2010年6月27日(20:30) |            |              |                                                            |
| アルゼンチン         | 3 - 1      | メキシコ     | サッカー・シティ・スタジアム（ヨハネスブルグ）             |
| 2010年6月28日(16:00) |            |              |                                                            |
| オランダ             | 2 - 1      | スロバキア   | モーゼス・マヒダ・スタジアム（ダーバン）                   |
| 2010年6月28日(20:30) |            |              |                                                            |
| ブラジル             | 3 - 0      | チリ         | エリス・パーク・スタジアム（ヨハネスブルグ）               |
| 2010年6月29日(16:00) |            |              |                                                            |
| パラグアイ           | 0 - 0      | 日本         | ロフタス・ヴァースフェルド・スタジアム（プレトリア）       |
|                      | (PK 5 - 3) |              |                                                            |
| 2010年6月29日(20:30) |            |              |                                                            |
| スペイン             | 1 - 0      | ポルトガル   | グリーン・ポイント・スタジアム（ケープタウン）             |

- すべて南アフリカ時刻(UTC+2)

#### 準々決勝
| 2010年7月2日(16:00) |            |          |                                                            |
| オランダ            | 2 - 1      | ブラジル | ネルソン・マンデラ・ベイ・スタジアム（ポート・エリザベス） |
| 2010年7月2日(20:30) |            |          |                                                            |
| ウルグアイ          | 1 - 1      | ガーナ   | サッカー・シティ・スタジアム（ヨハネスブルグ）             |
|                     | (PK 4 - 2) |          |                                                            |
| 2010年7月3日(16:00) |            |          |                                                            |
| アルゼンチン        | 0 - 4      | ドイツ   | グリーン・ポイント・スタジアム（ケープタウン）             |
| 2010年7月3日(20:30) |            |          |                                                            |
| パラグアイ          | 0 - 1      | スペイン | エリス・パーク・スタジアム（ヨハネスブルグ）               |

- すべて南アフリカ時刻(UTC+2)

#### 準決勝
| 2010年7月6日(20:30) |       |          |                                                |
| ウルグアイ          | 2 - 3 | オランダ | グリーン・ポイント・スタジアム（ケープタウン） |
| 2010年7月7日(20:30) |       |          |                                                |
| ドイツ              | 0 - 1 | スペイン | モーゼス・マヒダ・スタジアム（ダーバン）       |

- すべて南アフリカ時刻(UTC+2)

#### 3位決定戦
| 2010年7月10日(20:30) |       |        |                                                            |
| ウルグアイ           | 2 - 3 | ドイツ | ネルソン・マンデラ・ベイ・スタジアム（ポート・エリザベス） |

- すべて南アフリカ時刻(UTC+2)

#### 決勝
| 2010年7月11日(20:30) |       |          |                                                |
| オランダ             | 0 - 1 | スペイン | サッカー・シティ・スタジアム（ヨハネスブルグ） |

- すべて南アフリカ時刻(UTC+2)

## 優勝国
| 2010 FIFAワールドカップ優勝国 |
| ----------------------------- |
| · スペイン · 初優勝           |

## 総合順位
順位は、成績、勝点、得失点差、得点の順で基準を適用し決定した。PK戦となった試合については、その勝敗に関わらず引き分けとして勝点を付与した。

| 順 位 | 国・地域名             | 成績               | 試 合 | 勝 利 | 引 分 | 敗 戦 | PK 勝 | PK 敗 | 勝 点 | 得 点 | 失 点 | 点 差 |
| ----- | ---------------------- | ------------------ | ----- | ----- | ----- | ----- | ----- | ----- | ----- | ----- | ----- | ----- |
| 1     | スペイン               | 優勝               | 7     | 6     | 0     | 1     | 0     | 0     | 18    | 8     | 2     | +6    |
| 2     | オランダ               | 準優勝             | 7     | 6     | 0     | 1     | 0     | 0     | 18    | 12    | 6     | +6    |
| 3     | ドイツ                 | 3位                | 7     | 5     | 0     | 2     | 0     | 0     | 15    | 16    | 5     | +11   |
| 4     | ウルグアイ             | 4位                | 7     | 3     | 1     | 2     | 1     | 0     | 11    | 11    | 8     | +3    |
| 5     | アルゼンチン           | ベスト8            | 5     | 4     | 0     | 1     | 0     | 0     | 12    | 10    | 6     | +4    |
| 6     | ブラジル               | ベスト8            | 5     | 3     | 1     | 1     | 0     | 0     | 10    | 9     | 4     | +5    |
| 7     | ガーナ                 | ベスト8            | 5     | 2     | 1     | 1     | 0     | 1     | 8     | 5     | 4     | +1    |
| 8     | パラグアイ             | ベスト8            | 5     | 1     | 2     | 1     | 1     | 0     | 6     | 3     | 2     | +1    |
| 9     | 日本                   | ベスト16           | 4     | 2     | 0     | 1     | 0     | 1     | 7     | 4     | 2     | +2    |
| 10    | チリ                   | ベスト16           | 4     | 2     | 0     | 2     | 0     | 0     | 6     | 3     | 5     | -2    |
| 11    | ポルトガル             | ベスト16           | 4     | 1     | 2     | 1     | 0     | 0     | 5     | 7     | 1     | +6    |
| 12    | アメリカ合衆国         | ベスト16           | 4     | 1     | 2     | 1     | 0     | 0     | 5     | 5     | 5     | 0     |
| 13    | イングランド           | ベスト16           | 4     | 1     | 2     | 1     | 0     | 0     | 5     | 3     | 5     | -2    |
| 14    | メキシコ               | ベスト16           | 4     | 1     | 1     | 2     | 0     | 0     | 4     | 4     | 5     | -1    |
| 15    | 韓国                   | ベスト16           | 4     | 1     | 1     | 2     | 0     | 0     | 4     | 6     | 8     | -2    |
| 16    | スロバキア             | ベスト16           | 4     | 1     | 1     | 2     | 0     | 0     | 4     | 5     | 7     | -2    |
| 17    | コートジボワール       | グループリーグ敗退 | 3     | 1     | 1     | 1     | 0     | 0     | 4     | 4     | 3     | +1    |
| 18    | スロベニア             | グループリーグ敗退 | 3     | 1     | 1     | 1     | 0     | 0     | 4     | 3     | 3     | 0     |
| 19    | スイス                 | グループリーグ敗退 | 3     | 1     | 1     | 1     | 0     | 0     | 4     | 1     | 1     | 0     |
| 20    | 南アフリカ共和国       | グループリーグ敗退 | 3     | 1     | 1     | 1     | 0     | 0     | 4     | 3     | 5     | -2    |
| 21    | オーストラリア         | グループリーグ敗退 | 3     | 1     | 1     | 1     | 0     | 0     | 4     | 3     | 6     | -3    |
| 22    | ニュージーランド       | グループリーグ敗退 | 3     | 0     | 3     | 0     | 0     | 0     | 3     | 2     | 2     | 0     |
| 23    | セルビア               | グループリーグ敗退 | 3     | 1     | 0     | 2     | 0     | 0     | 3     | 2     | 3     | -1    |
| 24    | デンマーク             | グループリーグ敗退 | 3     | 1     | 0     | 2     | 0     | 0     | 3     | 3     | 6     | -3    |
| 25    | ギリシャ               | グループリーグ敗退 | 3     | 1     | 0     | 2     | 0     | 0     | 3     | 2     | 5     | -3    |
| 26    | イタリア               | グループリーグ敗退 | 3     | 0     | 2     | 1     | 0     | 0     | 2     | 4     | 5     | -1    |
| 27    | ナイジェリア           | グループリーグ敗退 | 3     | 0     | 1     | 2     | 0     | 0     | 1     | 3     | 5     | -2    |
| 28    | アルジェリア           | グループリーグ敗退 | 3     | 0     | 1     | 2     | 0     | 0     | 1     | 0     | 2     | -2    |
| 29    | フランス               | グループリーグ敗退 | 3     | 0     | 1     | 2     | 0     | 0     | 1     | 1     | 4     | -3    |
| 30    | ホンジュラス           | グループリーグ敗退 | 3     | 0     | 1     | 2     | 0     | 0     | 1     | 0     | 3     | -3    |
| 31    | カメルーン             | グループリーグ敗退 | 3     | 0     | 0     | 3     | 0     | 0     | 0     | 2     | 5     | -3    |
| 32    | 朝鮮民主主義人民共和国 | グループリーグ敗退 | 3     | 0     | 0     | 3     | 0     | 0     | 0     | 1     | 12    | -11   |

## 得点ランキング
| 順位 | 選手名                 | 国籍           | 得点数 |
| ---- | ---------------------- | -------------- | ------ |
| 1    | トーマス・ミュラー     | ドイツ         | 5      |
| 1    | ダビド・ビジャ         | スペイン       | 5      |
| 1    | ヴェスレイ・スナイデル | オランダ       | 5      |
| 1    | ディエゴ・フォルラン   | ウルグアイ     | 5      |
| 5    | ゴンサロ・イグアイン   | アルゼンチン   | 4      |
| 5    | ローベルト・ヴィッテク | スロバキア     | 4      |
| 5    | ミロスラフ・クローゼ   | ドイツ         | 4      |
| 8    | ルイス・スアレス       | ウルグアイ     | 3      |
| 8    | ランドン・ドノバン     | アメリカ合衆国 | 3      |
| 8    | ルイス・ファビアーノ   | ブラジル       | 3      |
| 8    | アサモア・ギャン       | ガーナ         | 3      |

## 表彰
- FIFAフェアプレー賞： スペイン

### 個人賞
| 賞                             | 選手名                 | 国籍       | 備考           |
| ------------------------------ | ---------------------- | ---------- | -------------- |
| ゴールデンボール（大会MVP）    | ディエゴ・フォルラン   | ウルグアイ | 4位            |
| シルバーボール                 | ヴェスレイ・スナイデル | オランダ   | 準優勝         |
| ブロンズボール                 | ダビド・ビジャ         | スペイン   | 優勝           |
| ゴールデンブーツ（得点王）     | トーマス・ミュラー     | ドイツ     | 5得点3アシスト |
| シルバーブーツ                 | ダビド・ビジャ         | スペイン   | 5得点1アシスト |
| ブロンズブーツ                 | ヴェスレイ・スナイデル | オランダ   | 5得点1アシスト |
| ゴールデングローブ（最優秀GK） | イケル・カシージャス   | スペイン   | 7試合2失点     |
| 最優秀若手選手賞               | トーマス・ミュラー     | ドイツ     | 20歳           |

### ドリームチーム
この大会からは従来、マスターカードの協賛により選出されていた「オールスターチーム」に代わり、英利綠色能源の協賛により「ドリームチーム」が選出された
| ポジション | 選手名                                 | 国籍       |
| ---------- | -------------------------------------- | ---------- |
| GK         | イケル・カシージャス                   | スペイン   |
| DF         | カルレス・プジョル                     | スペイン   |
| DF         | セルヒオ・ラモス                       | スペイン   |
| DF         | マイコン                               | ブラジル   |
| DF         | フィリップ・ラーム                     | ドイツ     |
| MF         | アンドレス・イニエスタ                 | スペイン   |
| MF         | バスティアン・シュヴァインシュタイガー | ドイツ     |
| MF         | ヴェスレイ・スナイデル                 | オランダ   |
| MF         | シャビ・エルナンデス                   | スペイン   |
| FW         | ディエゴ・フォルラン                   | ウルグアイ |
| FW         | ダビド・ビジャ                         | スペイン   |
| 監督       | ビセンテ・デル・ボスケ                 | スペイン   |

## 公式マスコット
2008年9月23日、大会組織委員会は公式マスコットとしてヒョウをデザインしたザクミを発表した。

## その他
- 大会直前および開催中は、各国のマスメディアが南アフリカのシャーマンなどに依頼して試合の結果を占った。ドイツの水族館にいるタコの「パウル」はドイツ戦の勝敗予想を100％的中させ、シンガポールの占い師に飼われているインコのマニは準々決勝の勝敗を全て的中させたことで話題となった。決勝は、パウルはスペイン、マニはオランダの勝利を予想し、パウルの予想が的中した。